# Rietorchis
De rietorchis (Dactylorhiza praetermissa) is een Europese orchidee. De status (soort of ondersoort) van het taxon is al lang onduidelijk. In diverse edities van Heukels' Flora werd het taxon opgevat als een ondersoort van Dactylorhiza majalis, die vooral voorkomt in vochtige biotopen.

## Etymologie
De soortaanduiding praetermissa is Latijn voor "over het hoofd gezien," verwijzend naar het feit dat dit taxon in verhouding tot vergelijkbare orchideeën pas laat werd onderscheiden en benoemd.

## Kenmerken
De rietorchis is een lage vaste plant. De bloeiwijze is een aar van maximaal 15 cm.
De bloemen zijn tweezijdig symmetrisch. De kleur ervan is rozerood tot paars. De lip bestaat uit drie lobben of is gaafrandig en heeft donkerrode stippen of streepjes. De zijslippen wijzen omhoog.
Het blad is lancetvormig. Het is doorgaans wat langer dan dat van de brede orchis (Dactylorhiza majalis subsp. majalis). Het blad kan gevlekt zijn. Een aantal van deze vlekken is dan ringvormig. Er komen ook ongevlekte exemplaren voor. Deze variabiliteit heeft geleid tot een verdere onderverdeling.
De bloeitijd is van eind mei tot half juli.

## Voortplanting en levenswijze
De rietorchis verspreidt zich via stoffijn zaad. Voor het overleven als plant is zij aangewezen op een symbiose met een bodemschimmel.

## Habitat
De rietorchis groeit op niet te voedselrijke, natte grond met een basische invloed hetzij van het grondwater, hetzij van de bodem zelf. Hij komt voor in veel verschillende biotopen zoals weilanden, kleiputten, bosopslag, moerassen en pioniervegetaties.

## Voorkomen
De rietorchis heeft een beperkt verspreidingsgebied. Hij komt voor in Engeland, Jutland, Duitsland, de Benelux, Frankrijk en Noord-Italië. Er zijn echter geen meldingen van dit taxon uit Zwitserland.

## Taxonomie

### Synoniemen
- Orchis praetermissa Druce (1914)[1]
  - Dactylorchis praetermissa (Druce) Verm. (1947)
  - Dactylorhiza praetermissa (Druce) Soó (1962)
  - Dactylorhiza majalis subsp. praetermissa (Druce) D.M. Moore & Soó (1978)
  - Dactylorhiza incarnata subsp. praetermissa (Druce) H. Sund. (1980)
  - Dactylorhiza majalis var. praetermissa (Druce) Bateman & Denholm (1983)
- Orchis incarnata var. integrata E.G. Camus (1891)[2]
  - Orchis praetermissa subsp. integrata (E.G. Camus) E.G. Camus & A. Camus (1928)
  - Dactylorhiza integrata (E.G. Camus) Aver. (1981)
  - Dactylorhiza praetermissa var. integrata (E.G.Camus) D. Tyteca & Gathoye (1993)
- Dactylorhiza praetermissa var. maculosa D. Tyteca & Gathoye (1991)[2]

### Naamgevingsgeschiedenis
De nomenclatorische geschiedenis van dit taxon is vrij uitgebreid. Tot 1914 werden rietorchissen aangezien voor paars bloeiende exemplaren van de doorgaans roze bloeiende vleeskleurige orchis (Dactylorhiza incarnata, toen nog Orchis incarnata). In 1914 publiceerde George Claridge Druce een kort artikeltje waarin hij het taxon de naam Orchis praetermisa gaf, en opmerkte dat de soort zonder twijfel wijd verspreid was in Groot-Brittannië, maar tot dan toe was gehouden voor een paars bloeiende vleeskleurige orchis met een bredere lip dan normaal.
De geslachtsnaam Dactylorhiza werd in 1935 gepubliceerd door Sergej Arsenjevic Nevski. In 1962 plaatste Károly Rezső Soó von Bere de rietorchis als soort in dat geslacht. In 1978 verscheen van de hand van David Moresby Moore als resultaat van een revisie van het geslacht Dactylorhiza, het voorstel om de rietorchis de status van ondersoort van de brede orchis te geven, een opvatting die onder meer in Flora Europaea en bij Heukels' Flora van Nederland werd gevolgd. In de Flora van België, het Groothertogdom Luxemburg, Noord-Frankrijk en de aangrenzende gebieden heeft deze opvatting nooit ingang gevonden. In 1983 gingen Richard M. Bateman en Ian Denholm nog een stap verder, en reduceerden het taxon tot een variëteit van de brede orchis. Intussen had Hans Sundermann in 1980 het taxon als ondersoort onder de vleeskleurige orchis (Dactylothiza incarnata) geplaatst, een opvatting die weinig aanhang kreeg.
Rond de eeuwwisseling verschenen diverse publicaties over de fylogenie van de tribus Orchideae, onder meer van de hand van Richard M. Bateman, Alec M. Pridgeon en Mark W. Chase. Zij vonden dat de rietorchis opnieuw de status van soort in het geslacht Dactylorhiza moest krijgen, een opvatting die inmiddels door veel botanici en instituten wordt gevolgd. In de 24e editie van Heukels' Flora (2020) werd deze opvatting ook gevolgd, mede ingegeven door het onderzoek door Mikael Hedrén, die aantoonde dat zowel de rietorchis als de brede orchis ontstaan zijn uit polyploïde kruisingen tussen de gevlekte orchis of de bosorchis en de vleeskleurige orchis.
De Flora van België noemt twee ondersoorten: Dactylorhiza praetermissa subsp. praetermissa en Dactylorhiza praetermissa subsp. integrata. Het onderscheid tussen deze twee ondersoorten ligt in de kroonslip die bij de eerste ondersoort breder en meer ingesneden is.
In diverse werken wordt nog een aparte variëteit genoemd, de gevlekte rietorchis (Dactylorhiza praetermissa var. junialis). Deze variëteit wordt gekenmerkt door ringvormige vlekken op de bladeren, en bloeit tien tot veertien dagen later dan de nominaatvorm. De nominaatvorm Dactylorhiza praetermissa var. praetermissa, heeft geen vlekken op de bladeren.

## Bedreiging en bescherming
De soort wordt bedreigd door het verdwijnen van zijn voorkeurshabitat door drooglegging, ingebruikname door de landbouw of bosbouw, en vermesting van vochtige biotopen.
De rietorchis staat op de Vlaamse Rode Lijst van planten en op de lijst van wettelijk beschermde planten in België.
In Frankrijk is de rietorchis beschermd op regionaal niveau.
In Nederland is de plant vanaf 1 januari 2017 niet meer wettelijk beschermd.